# Bernhard Karl Julius Campe
Bernhard Karl Julius Campe (* 30. April 1820 in Glogau; † 26. Januar 1886 in Berlin) war königlich preußischer Generalmajor und zuletzt Kommandant der Festung Metz.

## Herkunft
Seine Eltern waren der Major a. D. Georg Philipp Campe (* 17. August 1784; † 10. November 1857) und dessen Ehefrau Emilie Berhardine von Nolte (* 10. August 1797; † 8. Februar 1843).

## Leben
Er erhielt seine Schulbildung auf den Gymnasien in Glogau, Thorn und Posen. Nach seinem Abschluss ging er am 5. August 1837 als Musketier in das 6. Infanterieregiment. Dort wurde er am 13. Januar 1838 zum Portepeefähnrich und am 29. Dezember 1840 zum Seconde-Lieutenant befördert. Vom 1. April 1848 bis zum 31. März 1849 war er in das 5. kombinierte Reservebataillon abkommandiert. Am 12. Oktober  1852 wurde er zum Premier-Lieutenant befördert und war vom 25. Januar 1853 bis zum 10. Juni 1853 an die Gewehrfabrik in Neiße kommandiert. Nach seiner Rückkehr kam er in das 6. Landwehr-Regiment, wo er vom 1. Februar 1854 bis zum 16. Juni 1859 Kompanieführer in II. Bataillon in Freystadt war. In dieser Zeit wurde er am 2. März 1858 zum Hauptmann mit Patent zum 16. Februar 1858 ernannt. Anschließend wurde er am 8. Mai 1860 als Kompanieführer in das 6. kombinierte Infanterieregiment und am 1. Juli 1860 Kompaniechef im 46. Infanterieregiment. Vom 5. Mai 1866 bis zum 16. Juli 1866 wurde er Kommandeur des Landwehr-Besatzungsbataillons Samter in Neiße, dort war er auch Kommandant des Lagers für die in der Organisation begriffenen ungarischen Legion. Am 17. Juli 1866 wurde er dann als Führer in das Füsilierbataillon versetzt und dort am 30. Oktober 1866 zum Major befördert.

Er wurde am 17. Mai 1867 als Kommandeur in das II. Bataillon versetzt und von dort am 21. August 1869 als Kommandeur zurück in das Füsilierbataillon.
Während des Deutsch-Französischen Krieges wurde er bei Wörth (Prellschuss in der Brust und Schulter) und nochmals bei Sedan (Schuss durch die Finger der rechten Hand) verwundet. Er kämpft aber wieder am Mont Valerien, der Belagerung von Paris und dem Gefecht bei Stonne. In der Zeit erhielt er am 27. August 1870 das Eiserne Kreuz 2. Klasse, am 18. Januar 1871 die Beförderung zum Oberstleutnant und am 16. Februar 1871 auch das Eiserne Kreuz 1. Klasse.
Durch seine Verwundungen und Kurzsichtigkeit war er nicht mehr felddienstfähig. Nach dem Krieg kam er am 11. Juni 1872 als Kommandant in die Festung Kolberg, dazu wurde er à la suite des 46. Infanterieregiments gestellt. Aber am 6. Februar 1873 als Kommandant nach Metz versetzt und dort am 22. März 1873 zum Oberst befördert. Er erhielt am 8. Mai 1877 den Kronen-Orden 2. Klasse, am 18. April 1878 den Charakter als Generalmajor sowie am 23. September 1879 auch den Roten Adlerorden 2. Klasse mit Eichenlaub. Anschließend wurde er am 14. Februar 1880 mit Pension zur Disposition gestellt.
Er starb am 26. Januar 1886 in Berlin und wurde anschließend am 30. Januar 1886 auf dem Invalidenfriedhof beigesetzt.

## Familie
Campe heiratete am 1. Juli 1861 in Berlin Anna Marie Agnes Antonie Lippert (* 26. März 1842; † 22. September 1902). Nach Paar hatte eine Tochter namens Else (* 15. März 1862), die unverheiratet verstarb.